# L-60旅長
L-60旅長〔捷克語：〕是一款1950年代中期的捷克製通用飛机，曾出口到多個國家。

## 歷史
L-60是一款全金屬製的半硬壳機身的高单翼飞机，只有機尾的方向舵由飛機蒙皮構造。它的梯形機翼連有分裂式襟翼，機翼有堅固的支柱連接機身及起落架。它的主要用途是用於農業和林業上，亦可以用於醫療、拍航空照或旅行方面。L-60的原型機XL-60是採用Argus As 10C引擎，註冊編號OJ-KEA，於1953年12月24日首飛，但不太成功。沃多喬迪航空於是重新設計飛機，第二架原型機配上M-208B引擎，註冊編號V-01，於1954年6月8日首飛。L-60的結構與第二次世界大戰期間及之后在捷克斯洛伐克生產的菲澤勒菲156十分相似，目的是取代該型號飛機。而作為農業用途的L-60，則可以攜帶300公斤重的化學物。
L-60於1960年代停產，共生產了273架，包括採用全金屬尾翼改良型的L-160；它主要用戶为捷克斯洛伐克、南斯拉夫、波蘭、羅馬尼亞及蘇聯。東德的L-60主要用在農業和體育科技社會上，而東德國家人民軍在1960年至1962年間亦短暫地使用過13架L-60。東德最後一架L-60是在1974年退役。
採用Ivchenko AI-14R星型活塞引擎L-60S是由波蘭航太製造局所生產的改造型。
1960年代，捷克斯洛伐克政府以此为礼品送给中华人民共和国政府领导人周恩来，刘少奇各一架。

## 型號
- XL-60 : 原型機
- L-60A : 為捷克空軍生產，又名為K-60，共50架，機尾架設MG-15 7.9mm機槍，1955年6月24日首飛
- L-60B : 農業機
- L-60D : 滑翔拖機
- L-60E : 救護機
- L-60F : 滑翔拖機
- L-60S : 採用260-hp Ivchenko AI-14R星型活塞引擎
- L-60SF : 採用M-462RF星型活塞引擎
- L-160 : 採用全金屬尾翼的改良型

## 使用者

### 民用
阿根廷
 奥地利
 保加利亚
 中华人民共和国
 古巴
 捷克斯洛伐克
- 斯洛夫航空

 東德
 匈牙利
 波蘭
- 波蘭飛行救護隊在1957-1974年間營運3架L-60F

 羅馬尼亞
 阿拉伯聯合共和國
 苏联
 南斯拉夫

### 軍用
捷克斯洛伐克
- 捷克斯洛伐克空軍

 東德

## 性能 （L60）

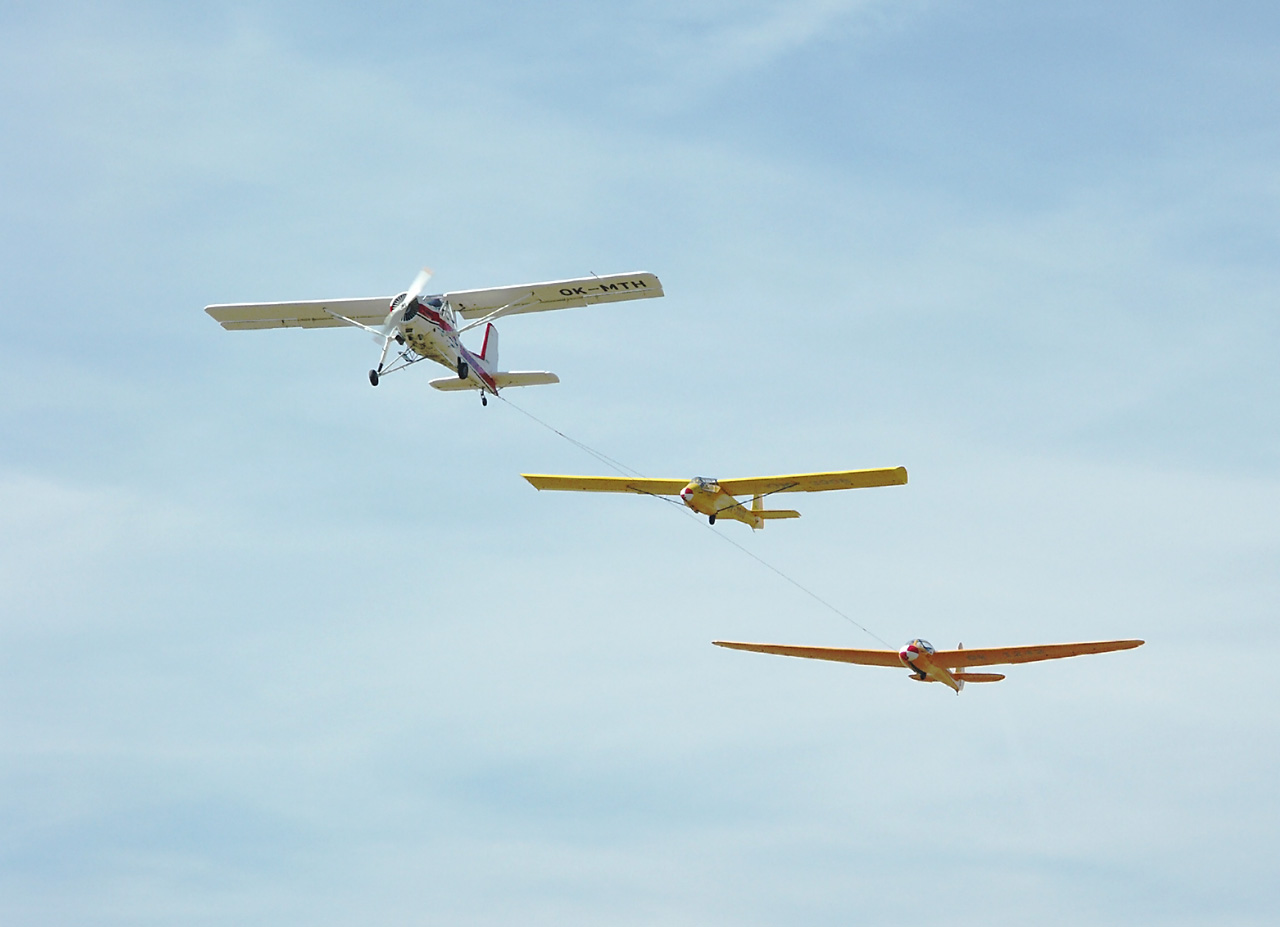

（以下资料有部分缺失，欢迎补充资料来源）
参考资料：
基本信息
- 机组：1人
- 容量：3人

性能